# Крейг Робъртс
Крейг Хайден Робъртс (на английски: Craig Haydn Roberts) е уелски актьор, сценарист и режисьор.
Най-известен е с главната си роля на Оливър Тейт в комедиодрамата Подводница (2010), Дейвид Майърс в сериала Red Oaks (2014 – 2017) и Тревър в Основните принципи на грижата (2016).

## Биография
Робъртс е роден в Нюпорт, Уелс, Великобритания на 21 януари 1991 г. Син е на Алисън и Хайден Робъртс. Отгледан е в Майзикумер, Карфили. Има родна сестра Чесли и 2 доведени сестри – Натали и Ангарад.